# 허록 (전한)
허록(許祿, ? ~ 기원전 166년)은 전한 초기의 제후로, 개국공신 허온의 아들이다.

## 행적
고후 8년(기원전 180년), 허온의 뒤를 이어 백지후(柏至侯)에 봉해졌다.
문제 14년(기원전 166년)에 죽으니 시호를 간이라 하였고, 작위는 아들 허창이 이었다.

## 출전
- 사마천, 《사기》 권18 고조공신후자연표
- 반고, 《한서》 권16 고혜고후문공신표

| 전임 아버지 백지정후 허온 | 전한의 백지후 기원전 179년 ~ 기원전 166년 | 후임 아들 백지애후 허창 |